# Helgoland (lớp thiết giáp hạm)
Lớp thiết giáp hạm Helgoland là lớp thiết giáp hạm dreadnought thứ hai của Hải quân Đế quốc Đức. Được chế tạo từ năm 1908 đến năm 1912, lớp bao gồm bốn chiếc: Helgoland, Ostfriesland, Oldenburg và Thüringen. Thiết kế của chúng là một sự cải tiến đáng kể so với những chiếc thuộc lớp Nassau dẫn trước; chúng có dàn pháo chính với cỡ pháo lớn hơn, 30,5 cm (12,0 in) thay vì 28 cm (11 in) trang bị trên những chiếc trước đây, và một hệ thống động lực được cải tiến. Lớp Helgoland có thể dễ dàng phân biệt với lớp Nassau dẫn trước nhờ ba ống khói được sắp xếp gần nhau thay vì hai ống khói lớn như của lớp trước. Các con tàu vẫn giữ lại cách sắp xếp các tháp pháo chính theo hình lục giác khá bất thường của lớp Nassau.
Những chiếc trong lớp đã phục vụ cùng nhau như là một đơn vị: Đội 1 thuộc Hải đội Chiến trận 1, cùng với những chiếc trong lớp Nassau trong thành phần Đội 2. Chúng đã tham gia hoạt động trong Chiến tranh Thế giới thứ nhất, bao gồm Trận Jutland tại Bắc Hải và Trận chiến vịnh Riga trong biển Baltic. Cả bốn chiếc đều đã sống sót qua chiến tranh và đều không nằm trong bộ phận của Hạm đội Biển khơi Đức bị chiếm giữ tại Scapa Flow sau chiến tranh. Tuy nhiên, khi các con tàu Đức tại Scapa Flow bị đánh đắm, bốn chiếc trong lớp Helgoland được giao cho các cường quốc Đồng Minh thắng trận như những chiến lợi phẩm thay thế cho những chiếc đã bị đánh chìm. Ostfriesland bị Hải quân Hoa Kỳ chiếm và sử dụng như một mục tiêu khi Tướng Billy Mitchell phô diễn sức mạnh không quân vào tháng 7 năm 1921. Helgoland và Oldenburg lần lượt được giao cho Anh Quốc và Nhật Bản, và đều bị tháo dỡ vào năm 1921. Thüringen được chuyển cho Pháp vào năm 1920, và được sử dụng như một tàu mục tiêu cho Hải quân Pháp; nó cuối cùng bị tháo dỡ từ năm 1923 đến năm 1933.

## Thiết kế
Sau khi Hiệp ước Thân thiện Tam cường giữa Anh, Pháp và Nga được ký kết vào năm 1907, Đức trở nên bị cô lập đáng kể ở giữa lục địa Châu Âu: họ bị bao vây giữa Pháp ở phía Tây và Nga ở phía Đông, cùng Anh Quốc với một lực lượng hải quân hùng mạnh có khả năng ngăn chặn Đức tiếp cận các tuyến đường biển thương mại quốc tế. Đô đốc Alfred von Tirpitz phản ứng lại bằng cách yêu cầu các tàu chiến chủ lực mới hơn và mạnh hơn. Suy nghĩ của ông về vấn đề này là: "Mục đích mà tôi nhắm đến... vì những lý do kỹ thuật và tổ chức cũng như những lý do chính trị và tài chính... là phải chế tạo càng đều đặn càng tốt." Nguyện vọng của ông được thể hiện trong Bản Tu chính thứ hai của Đạo luật Hải quân, vốn được thông qua vào ngày 27 tháng 3 năm 1908.
Về lớp thiết giáp hạm dreadnought thứ hai của Đức, đã có những sự tranh luận đáng kể về những gì cần phải thay đổi so với thiết kế đầu tiên. Vào tháng 5 năm 1906, Văn phòng Hải quân Đế chế (RMA, Reichsmarineamt) nhận được tin tức rằng Anh Quốc đang chế tạo thiết giáp hạm trang bị cỡ pháo 13,5 inch (34 cm). Kết quả là Bộ Tham mưu Hải quân Đức chủ trương tăng cỡ nòng của dàn pháo chính từ 28 cm (11 in) lên 30,5 cm (12,0 in). Đô đốc von Tirpitz rất miễn cưỡng để chấp nhận thay đổi này, ông muốn tránh việc đẩy nhanh hơn nữa cuộc chạy đua vũ trang với Anh.
Sự ngần ngại của Đô đốc von Tirpitz trong việc tăng cường hỏa lực cho các con tàu mới biến mất khi người ta biết được vào đầu năm 1907 rằng Hải quân Hoa Kỳ đang chế tạo thiết giáp hạm với pháo 30,5 cm. Đến tháng 3 năm 1907, von Tirpitz ra lệnh cho Văn phòng Chế tạo chuẩn bị một thiết kế với pháo 30,5 cm và đai giáp dày 320 mm (13 in). Một số bàn cãi vẫn tồn tại về cách sắp xếp dàn pháo chính. Hai chiếc thuộc lớp thiết giáp hạm Minas Geraes được chế tạo cho Brasil bố trí cùng một số lượng pháo chính nhưng theo một sự sắp xếp hiệu quả hơn. Các đôi tháp pháo bắn thượng tầng được đặt ở hai đầu con tàu, cùng hai tháp pháo mạn giữa tàu. Đô đốc von Tirpitz chuộng áp dụng cách sắp xếp này cho lớp Helgoland, nhưng Văn phòng Chế tạo cảm thấy hai tháp bắn thượng tầng dễ dàng bị loại bỏ chỉ với một phát bắn trúng. Kết quả là cách sắp xếp hình lục giác khá bất thường của lớp Nassau dẫn trước vẫn được giữ lại.
Luật Hải quân quy định tuổi đời hoạt động của thiết giáp hạm được giảm từ 25 năm xuống còn 20 năm, điều này được thực hiện nhằm thúc đẩy Quốc hội Đức dành ngân sách cho các con tàu mới. Việc giảm tuổi thọ cũng đưa đến việc cần thay thế các hải phòng hạm thuộc các lớp Siegfried và Oldenburg cũng như các thiết giáp hạm tiền-dreadnought thuộc lớp Brandenburg. Những thiết giáp hạm mà von Tirpitz thất bại không thể đưa vào Tu chính thứ nhất của Luật Hải quân năm 1906 giờ đây được Quốc hội thông qua. Luật Hải quân cũng gia tăng ngân sách hải quân một ngân khoản bổ sung 1 tỉ mark vàng. Sau khi bốn chiếc thuộc lớp tàu hộ tống bọc thép Sachsen được thay thế bởi bốn chiếc thuộc lớp Nassau, ba chiếc thuộc lớp Siegfried là Siegfried, Beowulf và Frithjof cùng chiếc hải phòng hạm độc nhất Oldenburg là những tàu chiến tiếp theo được thay thế. Những chiếc thuộc lớp Helgoland, SMS Helgoland, SMS Ostfriesland, SMS Thüringen và SMS Oldenburg, được đặt hàng dưới những cái tên tạm thời tương ứng là Ersatz Siegfried, Ersatz Oldenburg, Ersatz Beowulf và Ersatz Frithjof.

### Các đặc tính chung
Những chiếc trong lớp Helgoland dài hơn so với những chiếc dẫn trước, với chiều dài chung 167,2 m (549 ft). Chúng có mạn thuyền rộng 28,5 m (94 ft) và độ sâu của mớn nước khi đầy tải là 8,94 m (29,3 ft). Các con tàu nặng hơn đáng kể so với lớp Nassau: chúng có trọng lượng choán nước tiêu chuẩn 22.808 tấn (22.448 tấn Anh) và lên đến 24.700 tấn (24.310 tấn Anh) khi đầy tải; nặng hơn những chiếc trước gần 4.000 tấn (3.900 tấn Anh). Các con tàu có 17 ngăn kín nước, và khoảng đáy tàu kép chiếm 86% chiều dài của lườn tàu.
Lớp tàu này có đặc tính vận hành được cải tiến đáng kể so với lớp Nassau dẫn trước, chúng có đặc tính đi biển tốt và không mắc phải vấn đề lật nghiêng nặng mà Nassau phải chịu đựng. Các con tàu phản ứng tốt khi bẻ lái, có đường kính quay đầu nhỏ, và chỉ mất tốc độ tối thiểu khi sóng to. Các con tàu bị mất cho đến 54% tốc độ khi bẻ lái gắt, và nghiêng cho đến 7°. Để so sánh, lớp Nassau trước đó mất đến 70% tốc độ và nghiêng 12° khi bẻ lái gắt.

### Hệ thống động lực
Lớp Helgoland giữ lại loại động cơ hơi nước ba buồng bành trướng đặt dọc đã lạc hậu thay vì động cơ turbine hơi nước được Hải quân Hoàng gia Anh sử dụng. Quyết định này thuần túy là do chi phí: vào lúc đó hãng Parsons nắm độc quyền về kỹ thuật turbine hơi nước, đã đòi hỏi 1 triệu mark vàng cho mỗi động cơ turbine. Động cơ gồm 3 trục, 4 xy-lanh được bố trí trong ba phòng động cơ. Mỗi trục vận hành một chân vịt 4 cánh đường kính 5,1 m (17 ft). Hơi nước được cung cấp bởi 15 nồi hơi hàng hải, mỗi chiếc có 2 lò đốt, lên đến tổng cộng 30 lò. Động cơ có công suất thiết kế 28.000 ihp (21.000 kW) để đạt được tốc độ tối đa 20,5 hải lý trên giờ (38,0 km/h; 23,6 mph). Khi chạy thử máy, hệ thống động lực đã cung cấp công suất 35.500 ihp (26.500 kW) và một tốc độ tối đa 21,3 hải lý trên giờ (39,4 km/h; 24,5 mph). Các con tàu chở theo 3.200 tấn (3.100 tấn Anh) than, sau này được cải biến để chở thêm 197 tấn (194 tấn Anh) dầu, vốn sẽ được phun vào than trong lò đốt để làm tăng tốc độ cháy. Khi đầy nhiên liệu, các con tàu có thể di chuyển 5.500 hải lý (10.200 km) ở tốc độ 10 hải lý trên giờ (19 km/h). Điện năng cho con tàu được cung cấp bởi tám máy phát turbine, tạo ra công suất 2.000 kW điện xoay chiều với điện thế 225 V.

### Vũ khí

Cầu tàu và tháp pháo phía trước của Helgoland

Giống như lớp Nassau dẫn trước, những chiếc thuộc lớp Helgoland được bố trí dàn pháo chính trên một hình lục giác khá bất thường. Mười hai khẩu pháo 30,5 cm (12,0 in) SK L/50  được đặt trên các bệ Drh LC/1908 thân dài, một phiên bản cải tiến so với kiểu LC/1907 và LC/1906 sử dụng cho lớp Nassau. Chúng được bố trí thành cặp trên sáu tháp pháo nòng đôi, gồm một tháp pháo đặt tại phía trước mũi và một sau đuôi tàu, và hai tháp pháo mỗi bên mạn tàu. Thoạt tiên các tháp pháo này cho phép có góc hạ thấp đến −8° và nâng lên đến 13,5°; nhưng sau đó chúng được cải tiến để hạ thấp −5.5° và nâng lên 16°. Các khẩu pháo bắn ra đầu đạn nặng 405 kilôgam (893 lb) với một lưu tốc đầu đạn 855 m/s (2.810 ft/s); ở góc nâng 13,5° cho phép một tầm bắn tối đa 18.700 m (20.500 yd), và khi được nâng cấp lên góc nâng 16°, tầm bắn được mở rộng lên đến 20.500 m (22.400 yd). Các khẩu pháo được cung cấp tổng cộng 1.020 quả đạn pháo, 85 quả cho mỗi khẩu.
Dàn pháo hạng hai của các con tàu bao gồm mười bốn khẩu pháo pháo 15 cm (5,9 in) SK L/45 gắn trên các tháp pháo ụ. Các khẩu pháo này bắn ra đạn pháo nặng 45,3 kilôgam (100 lb) ở lưu tốc đầu đạn 840 m/s (2.800 ft/s). Tháp pháo ụ này cho phép nâng lên đến 19°, cho phép một tầm bắn tối đa 14.950 m (16.350 yd). Các con tàu cũng mang theo mười sáu khẩu pháo 8,8 cm (3,5 in) SK L/45, cũng bố trí trong các tháp pháo ụ. Các khẩu pháo này bắn ra đạn pháo nặng 10 kilôgam (22 lb) ở lưu tốc đầu đạn 650 m/s (2.100 ft/s), và có thể xoay cho đến 25° cho một tầm bắn tối đa 9.600 m (10.500 yd). Sau năm 1914, hai khẩu 8,8 cm được tháo dỡ thay thế bằng hai khẩu pháo phòng không 8,8 cm, rồi trong giai đoạn giữa năm 1916 và 1917, mười hai tháp pháo ụ 8,8 cm còn lại được tháo dỡ. Các khẩu pháo phòng không này bắn ra đầu đạn hơi nhẹ hơn 9,6 kg (21 lb) ở lưu tốc đầu đạn 770 m/s (2.500 ft/s); chúng có thể nâng đến 45° và có thể bắn trúng mục tiêu cách xa 11.800 m (12.900 yd). Những chiếc trong lớp Helgoland còn được trang bị sáu ống phóng ngư lôi chìm 50 cm (20 in); một ống trước mũi, một ống khác phía đuôi, và hai ống bên mỗi mạn tàu về phía cuối vách ngăn chống ngư lôi.

### Vỏ giáp
Những chiếc trong lớp Helgoland được trang bị vỏ giáp Krupp, hầu như theo cùng sự sắp xếp như trên lớp Nassau dẫn trước. Những điểm khác biệt chính là gia tăng đôi chút việc bảo vệ cho dàn pháo chính và pháo hạng hai, cùng một vỏ nóc dày hơn cho tháp chỉ huy phía trước. Đai giáp của con tàu ở chỗ mạnh nhất dày đến 30 cm (12 in), dành để bảo vệ những phần trọng yếu giữa tàu, và mỏng còn 8 cm (3,1 in) ở những vùng ít quan trọng như mũi và đuôi tàu. Phía sau đai giáp là vách ngăn chống ngư lôi dày 3 cm (1,2 in). Sàn tàu được bọc thép dày 5,5–8 cm (2,2–3,1 in). Tháp chỉ huy phía trước có nóc dày 20 cm (7,9 in) và các mặt hông dày 40 cm (16 in); trong khi tháp chỉ huy phía sau được bảo vệ kém hơn, với nóc dày 5 cm (2,0 in) và các mặt hông dày 20 cm (7,9 in). Các tháp pháo chính có nóc dày 10 cm (3,9 in) và mặt hông 30 cm (12 in); trong khi các tháp pháo ụ có vỏ giáp bảo vệ dày 17 cm (6,7 in) và các tấm chắn pháo dày 8 cm (3,1 in). Các con tàu cũng được trang bị lưới chống ngư lôi, nhưng chúng được tháo dỡ sau năm 1916.

## Chế tạo

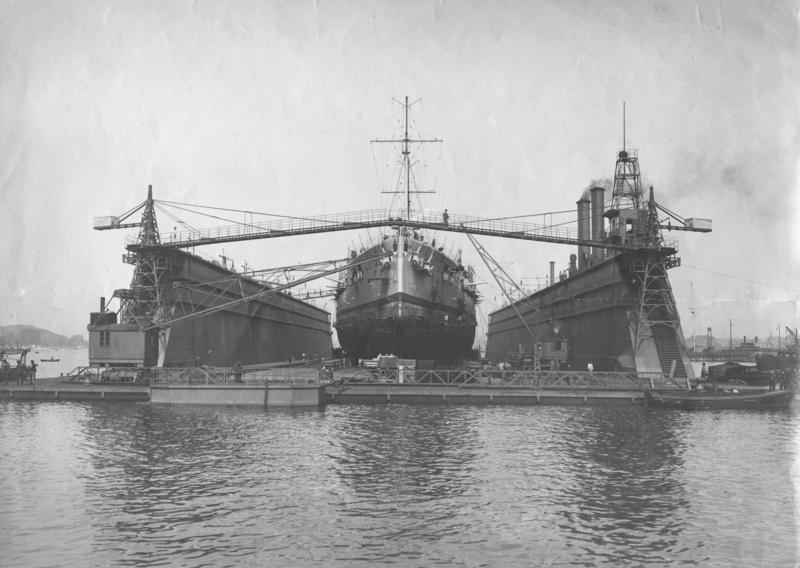
Helgoland trong một ụ tàu nổi

Bốn chiếc trong lớp được đặt hàng dưới những cái tên tạm thời Ersatz Siegfried (Helgoland), Ersatz Oldenburg (Ostfriesland), Ersatz Beowulf (Thüringen) và Ersatz Frithjof (Oldenburg), như là sự thay thế cho ba chiếc hải phòng hạm lớp Siegfried và chiếc hải phòng hạm SMS Oldenburg. SMS Helgoland được chế tạo tại Howaldtswerke, Kiel. Nó được đặt lườn vào ngày 24 tháng 12 năm 1908, được hạ thủy vào ngày 25 tháng 8 năm 1909, và đưa ra hoạt động gần hai năm sau đó vào ngày 23 tháng 8 năm 1911.
SMS Ostfriesland được chế tạo tại Kaiserliche Werft Wilhelmshaven; nó được đặt lườn vào ngày 19 tháng 10 năm 1908, được hạ thủy năm ngày sau chiếc chị em Helgoland, vào ngày 30 tháng 8 năm 1909, và đưa ra hoạt động vào ngày 1 tháng 8 năm 1911. SMS Thüringen được chế tạo bởi hãng AG Weser tại Bremen; nó được đặt lườn vào ngày 7 tháng 11 năm 1908, được hạ thủy vào ngày 27 tháng 11 năm 1909, và đưa ra hoạt động vào ngày 10 tháng 9 năm 1911. SMS Oldenburg, chiếc cuối cùng, được chế tạo bởi hãng Schichau tại Danzig; nó được đặt lườn vào ngày 1 tháng 3 năm 1909, được hạ thủy vào ngày 30 tháng 6 năm 1910, và đưa ra hoạt động vào ngày 1 tháng 5 năm 1912.

## Lịch sử hoạt động
Những chiếc trong lớp Helgoland đã hoạt động cùng nhau như một đơn vị của Hạm đội Biển khơi Đức; chúng đã phục vụ như là Đội 1 trực thuộc Hải đội Chiến trận 1. Chúng đã tham gia nhiều hoạt động của Hạm đội tại Bắc Hải, bao gồm cuộc xuất quân vào ngày 31 tháng 5 năm 1916 vốn đã đưa đến Trận Jutland. Các con tàu cũng đã tham gia tác chiến một cách hạn chế tại biển Baltic, chủ yếu là trong Trận chiến vịnh Riga bị bỏ dỡ vào tháng 8 năm 1915.

### Bắn phá Scarborough, Hartlepool và Whitby

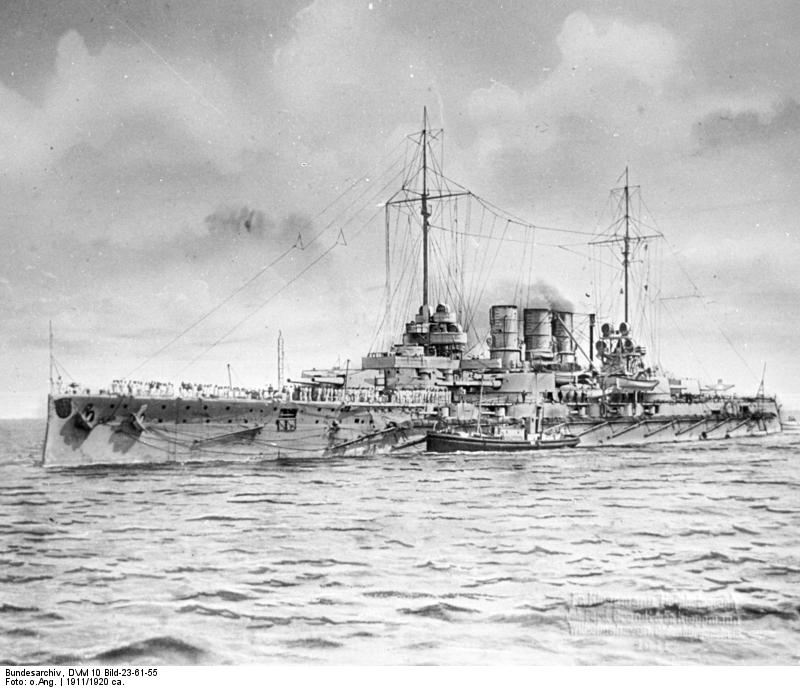
Một hình minh họa Ostfriesland vào năm 1911

Hoạt động lớn đầu tiên trong Chiến tranh Thế giới thứ nhất mà lớp Helgoland tham gia là cuộc Bắn phá Scarborough, Hartlepool và Whitby vào ngày 15–16 tháng 12 năm 1914. Cuộc bắn phá được tiến hành chủ yếu bởi các tàu chiến-tuần dương thuộc Đội Tuần tiễu 1 của Phó Đô đốc Franz von Hipper. Những chiếc trong lớp Helgoland cùng với các lớp Nassau, Kaiser và König lên đường để hỗ trợ từ xa. Friedrich von Ingenohl, Tư lệnh Hạm đội Biển khơi Đức, quyết định chiếm lấy vị trí ở khoảng giữa Bắc Hải, cách 130 hải lý về phía Đông Scarborough.
Hải quân Hoàng gia Anh, trước đó đã bắt được các bảng mật mã Đức từ chiếc tàu tuần dương Magdeburg bị mắc cạn, nhận biết một chiến dịch đang được tiến hành, nhưng không biết chắc nơi lực lượng Đức sẽ tấn công. Vì vậy, Bộ hải quân Anh ra lệnh cho Hải đội Tàu chiến-tuần dương 1 dưới quyền Đô đốc David Beatty, sáu thiết giáp hạm thuộc Hải đội Chiến trận 2 cùng nhiều tàu tuần dương và tàu khu trục ngăn chặn các tàu chiến-tuần dương Đức. Tuy nhiên, hướng di chuyển lực lượng của Beatty hầu như đâm đầu thẳng vào toàn bộ Hạm đội Biển khơi. Lúc 6 giờ 20 phút, các tàu khu trục hộ tống cho lực lượng của Beatty bắt gặp xuồng phóng lôi Đức V155. Việc này đã dẫn đến một cuộc đối đầu lẫn lộn kéo dài hai giờ giữa các tàu khu trục Anh và lực lượng tàu tuần dương và tàu khu trục Đức, hầu hết ở khoảng cách rất gần. Vào lúc này của cuộc chạn trán đầu tiên, các thiết giáp hạm lớp Helgoland ở một vị trí cách các thiết giáp hạm dreadnought Anh không đầy 10 hải lý (19 km), hoàn toàn nằm trong tầm bắn; nhưng trong bóng đêm, các đô đốc của cả Anh lẫn Đức đều không thể nhận biết thành phần của hạm đội đối phương. Đô đốc Ingenohl, không dám bất tuân chỉ thị của Kaiser (Hoàng đế Đức) rằng không được mạo hiểm hạm đội chiến trận khi không có sự chấp thuận rõ ràng, kết luận rằng hạm đội của ông đang phải đối đầu với lực lượng hộ tống của toàn bộ Hạm đội Grand Anh Quốc, và 10 phút sau khi bắt gặp đối phương, ông ra lệnh bẻ lái sang mạn phải theo hướng Đông Nam. Các cuộc tấn công tiếp nối đã làm chậm trễ việc đổi hướng, nhưng đến 6 giờ 42 phút, nó được tiến hành. Trong khoảng 40 phút, hai hạm đội di chuyển theo một hướng song song; và đến 7 giờ 20 phút, Ingenohl ra lệnh bẻ lái hơn nữa sang mạn phải, đưa các con tàu của mình theo một hành trình quay về vùng biển Đức.
Nhiều người trong Hải quân Đức đã giận dữ đối với sự nhút nhát của Ingenohl, và uy tín của ông bị ảnh hưởng nghiêm trọng. Đại Đô đốc (Großadmiral) Alfred von Tirpitz lưu ý rằng "Vào ngày 16 tháng 12, số phận của nước Đức đã nằm trong lòng bàn tay của Ingenohl. Cảm xúc của tôi trào dâng mỗi khi nghĩ đến điều đó". Thuyền trưởng của chiếc tàu chiến-tuần dương Moltke thậm chí còn gay gắt hơn; ông cho rằng Ingenohl đã rút lui "vì ông lo sợ mười một chiếc tàu khu trục Anh vốn có thể loại bỏ dễ dàng... Dưới sự lãnh đạo hiện thời chúng ta sẽ chẳng đạt được gì."
Những chiếc trong lớp Helgoland còn xuất quân để hỗ trợ các tàu chiến-tuần dương Đức trong Trận Dogger Bank, nhưng đã không đụng độ với lực lượng Anh.

### Trận chiến vịnh Riga
Vào ngày 3 tháng 8 năm 1915, nhiều đơn vị hạng nặng của Hạm đội Biển khơi được chuyển sang khu vực Baltic để tham gia vào một cuộc xâm nhập vào vịnh Riga. Kế hoạch của Đức dự định đánh đuổi hoặc tiêu diệt lực lượng Hải quân Nga trong vịnh, bao gồm chiếc thiết giáp hạm tiền-dreadnought Slava, rồi sử dụng tàu rải mìn Deutschland để rải một loạt các bãi mìn ở eo biển Moon, lối ra vào phía Bắc của vịnh. Hạm đội được tập trung để tấn công, dưới quyền chỉ huy của Phó Đô đốc Hipper, bao gồm bốn thiết giáp hạm lớp Nassau và bốn chiếc lớp Helgoland, các tàu chiến-tuần dương Seydlitz, Moltke và Von der Tann cùng một số tàu chiến nhỏ khác. Tuy nhiên, bốn chiếc lớp Helgoland không tham gia vào trận chiến thực sự. Trong suốt chiến dịch, các con tàu được bố trí bên ngoài vịnh nhằm ngăn chặn lực lượng Nga tăng cường có thể ngăn trở việc rải mìn.
Bãi mìn của chính người Nga lớn hơn so với dự định, nên việc quét sạch chúng mất nhiều thời gian hơn so với kế hoạch của Đức. Sự chậm trễ này còn kéo dài hơn do sự kháng cự quyết liệt của Hải quân Nga; Deutschland cuối cùng không thể rải mìn của chính nó. Các báo cáo về hoạt động tàu ngầm của Đồng Minh trong khu vực đã buộc lực lượng hải quân Đức phải rút lui vào sáng ngày 20 tháng 8. Thực vậy, tàu chiến-tuần dương Moltke đã trúng phải ngư lôi phóng từ tàu ngầm Anh E1 vào ngày hôm trước, cho dù chỉ bị hư hại nhẹ.

### Trận Jutland
Những chiếc trong lớp Helgoland đã tham gia Trận Jutland bất phân thắng bại vào ngày 31 tháng 5–1 tháng 6 năm 1916. Trong hầu hết thời gian của trận chiến, Hải đội Thiết giáp 1 hình thành nên phần trung tâm của hàng chiến trận, phía sau Hải đội Thiết giáp III dưới quyền Chuẩn Đô đốc Behncke, và được nối gót bởi các thiết giáp hạm tiền-dreadnought già cỗi thuộc Hải đội Thiết giáp II của Chuẩn Đô đốc Mauve. Ostfriesland đã phục vụ như là soái hạm của Đội 1 dưới quyền chỉ huy của Phó Đô đốc E. Schmidt.

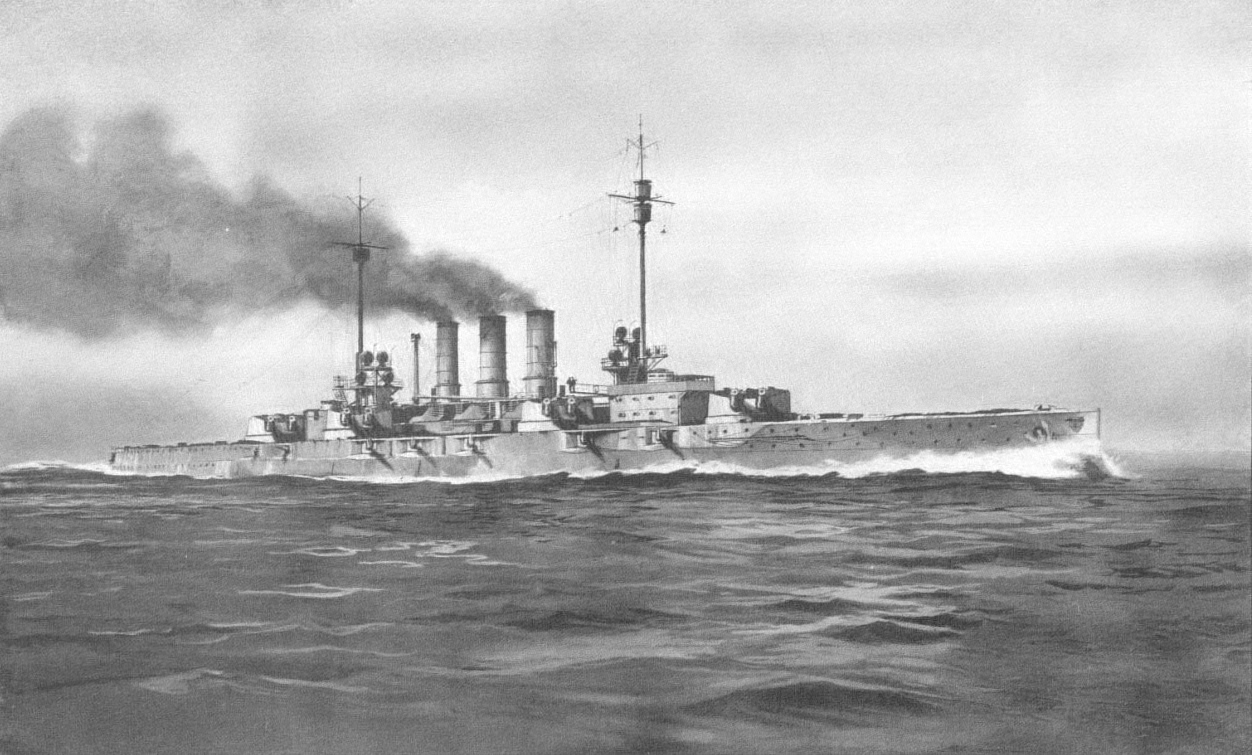
Một hình minh họa Helgoland với dàn pháo chính xoay sang mạn phải

Lớp Helgoland bắt đầu trực tiếp tác chiến lúc 19 giờ 20 phút trong ngày đầu của trận chiến. Ostfriesland, Helgoland và Thüringen đã khai hỏa vào Warspite, vốn đang cùng với các chiếc khác thuộc lớp thiết giáp hạm Queen Elizabeth của Hải đội Chiến trận 5 truy đuổi lực lượng tàu chiến-tuần dương Đức. Ngoại trừ Ostfriesland, việc bắn pháo chỉ kéo dài bốn phút, vì hàng chiến trận Đức đang trong quá trình bẻ lái về hướng Đông Đông Bắc, nên các con tàu nhanh chóng mất dấu các thiết giáp hạm Anh. Thüringen và Helgoland chỉ bắn khoảng 20 quả đạn pháo trước khi mất dấu mục tiêu. Tuy nhiên Ostfriesland tiếp tục nhìn thấy đối thủ cho đến 19 giờ 45 phút, lúc nó cũng ngừng bắn. Đến 20 giờ 15 phút, sau cú "đổi hướng chiến trận" (Gefechtskehrtwendung)  lần thứ ba, Helgoland bị một quả đạn pháo 15 in (38 cm) bắn trúng phần phía trước của con tàu. Phát đạn nổ xé toang một khoảng 20 foot (6,1 m) trên lườn tàu và rải một cơn mưa mảnh đạn xuống tháp pháo 5,9 inch đầu tiên bên mạn phải; con tàu bị ngập khoảng 80 tấn nước.
Khoảng nữa đêm ngày 1 tháng 6, những chiếc thuộc lớp Helgoland và Nassau ở trung tâm đội hình của hàng chiến trận Đức đã bắt gặp Chi hạm đội Khu trục 4 Anh Quốc. Một trận chiến đêm lộn xộn diễn ra, trong đó thiết giáp hạm Nassau húc phải tàu khu trục Anh Spitfire. Chi hạm đội 4 tạm thời rút lui khỏi trận chiến để tái lập đội hình, rồi đến khoảng 01 giờ 00 lại vô tình đối đầu với những chiếc dreadnought Đức lần thứ hai. Oldenburg và Helgoland nổ súng vào hai tàu khu trục Anh dẫn đầu đội hình, nhưng một quả đạn pháo Anh đã phá hủy đèn pha phía trước của Oldenburg. Một cơn mưa mảnh đạn rải xuống cầu tàu làm bị thương chỉ huy con tàu, Đại tá Hải quân Hopfner, và giết chết người chỉ huy thứ hai, Trung tá Hải quân Rabius, cùng một số người khác trên cầu tàu, kể cả người lái tàu. Oldenburg tạm thời mất điều khiển; có nguy cơ húc phải tàu phía trước hoặc phía sau trong hàng. Bất kể đang bị thương, Hopfner đích thân bẻ lái tàu, đưa nó trở lại hàng.
Không lâu sau 01 giờ 00, Thüringen và Nassau đụng độ với tàu tuần dương bọc thép Anh Black Prince. Thüringen khai hỏa trước tiên, phá hủy Black Prince với tổng cộng 27 quả đạn pháo hạng nặng và 24 quả đạn pháo hạng hai. Nassau và Ostfriesland tham gia sau đó, rồi được nối gót bởi Friedrich der Große.
Black Prince trình bày một cảnh tượng khủng khiếp và kinh hãi khi nó bùng cháy dữ dội, và sau nhiều vụ nổ nhỏ, nó biến mất dưới làn nước cùng toàn bộ thủy thủ đoàn sau một tiếng nổ lớn.

Vào lúc này, hầu hết Chi hạm đội Khu trục 4 bị tiêu diệt. Một số ít còn lại bị hư hại nặng và phân tán, không thể tiếp tục tham gia trận chiến.
Sau khi quay trở về vùng biển nhà, Helgoland và Thüringen cùng với các chiếc Nassau, Posen và Westfalen thuộc lớp Nassau chiếm lấy những vị trí phòng thủ tại vũng biển Jadebusen trong đêm. Trong trận chiến, lớp Helgoland chỉ chịu đựng những hư hại nhẹ. Helgoland bị bắn trúng một quả đạn pháo 15 inch, nhưng chỉ bị hư hại nhẹ. Oldenburg trúng một phát đạn pháo hạng hai khiến 8 người thiệt mạng và 14 người bị thương. Ostfriesland và Thüringen thoát ra khỏi trận chiến mà không bị hư hại, mặc dù trên đường quay về vùng biển nhà, Ostfriesland trúng phải một quả thủy lôi và phải được sửa chữa tại Wilhelmshaven.

### Sau chiến tranh

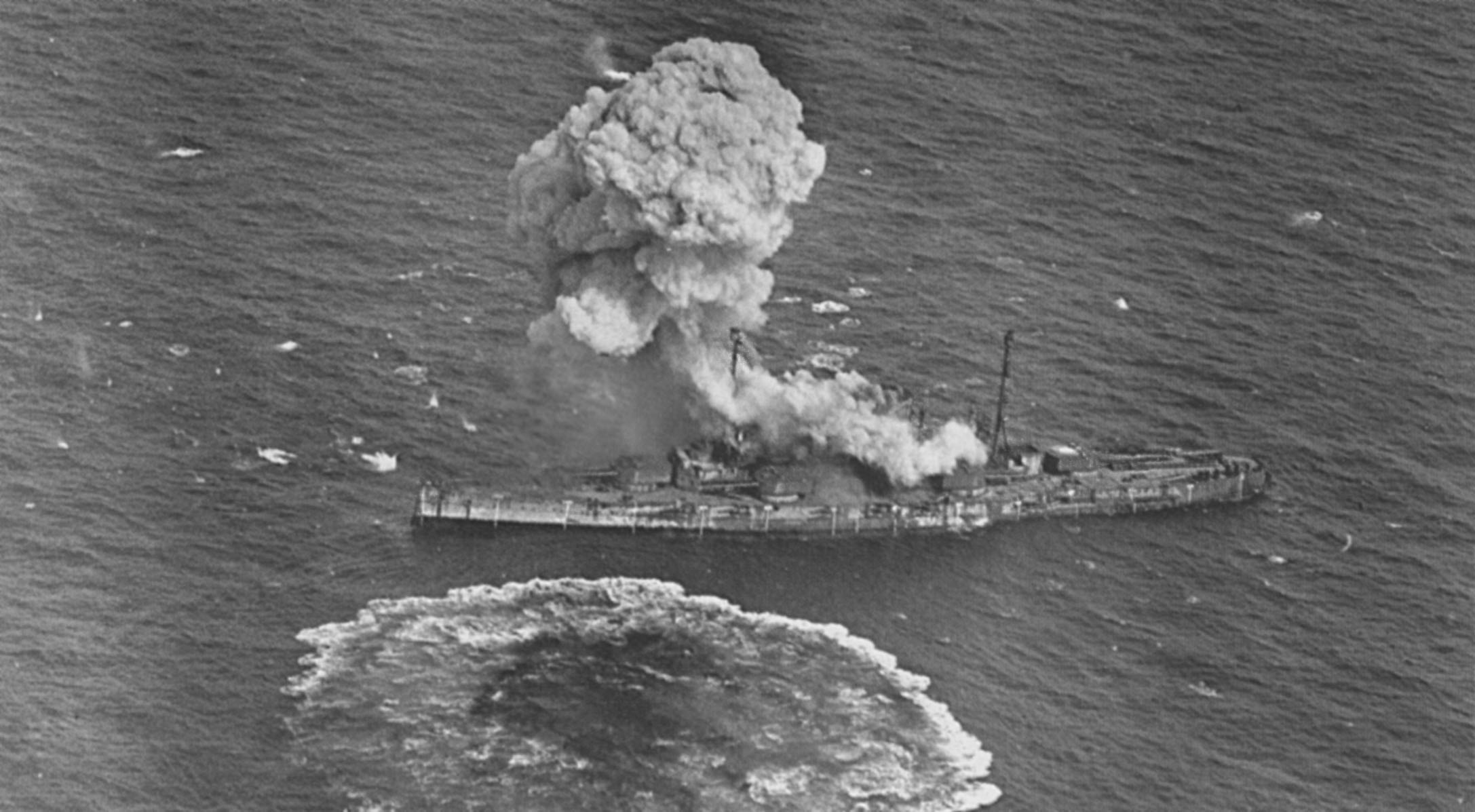
Ostfriesland bốc cháy sau khi bị đánh trúng trong thử nghiệm ném bom vào tháng 7 năm 1921

Những chiếc trong lớp không còn tham gia hoạt động nào đáng kể trong cuộc chiến, và được chuyển cho các nước Đồng Minh như những chiến lợi phẩm theo những điều khoản của Hiệp ước Versailles. Cả bốn chiếc được rút khỏi Đang bạ Hải quân Đức vào ngày 5 tháng 11 năm 1919. Helgoland được chuyển cho Anh Quốc và bị tháo dỡ vào năm 1921 tại Morecambe; biểu trưng trước mũi tàu của nó được giữ lại, và cuối cùng được trao trả về Đức; nó hiện đang được lưu giữ tại Bảo tàng Lịch sử Quân sự Liên bang tại Dresden. Oldenburg được giao cho Nhật Bản, nhưng họ không muốn giữ con tàu; thay vào đó, họ bán nó cho một hãng tháo dỡ của Anh, và được tháo dỡ tại Dordrecht vào năm 1921. Thüringen bị Pháp chiếm; con tàu suýt bị thủy thủ của nó đánh đắm đang khi trên đường đi đến Cherbourg vào năm 1920. Nó được sử dụng như một tàu mục tiêu cho đến khi nó bị mắc cạn vào năm 1923 tại Gavres. Nó được tháo dỡ tại chỗ, nhưng một phần lớn lườn tàu vẫn còn dưới mặt nước.
Ostfriesland được chuyển cho Hải quân Hoa Kỳ, và sau đó được sử dụng như một mục tiêu cố định trong một cuộc phô diễn sức mạnh không quân do Tướng Billy Mitchell tiến hành vào ngày 21 tháng 7 năm 1921 ngoài khơi mũi Henry thuộc Virginia. Con tàu bị chìm lúc 12 giờ 40 phút sau khi phải chịu đựng nhiều quả bom ném trúng đích lẫn suýt trúng. Tuy nhiên, nó có thể tránh được kết cục này nếu như đang di chuyển; và nếu như bị đánh trúng, hoạt động của đội kiểm soát hư hỏng vẫn có thể giúp nó tiếp tục nổi.